# Duo Aliada
Polsko-serbski duet, powstały w 2013 roku. Tworzą go: Michał Knot (saksofon) i Bogdan Laketic (akordeon), których Wiedeńskie Towarzystwo Muzyczne nazwało „wybitnie utalentowanymi i kreatywnymi muzykami”.
Nazwa „aliada” podkreśla pokrewieństwo (allied sound) brzmienia saksofonu i akordeonu, jako instrumentów, w których dźwięki generowane są w podobny sposób. Muzycy prezentują nowatorskie podejście do muzyki klasycznej, znajdujące odzwierciedlenie w odważnych aranżacjach.
Duet Aliada występował w 30 krajach, na 5 kontynentach, z ponad 120 koncertami, m.in. w prestiżowych salach koncertowych, jak Musikverein i Radiokulturhaus w Wiedniu, Carnegie Hall w Nowym Jorku, Brucknerhaus w Linzu, Tonhalle w Zurychu czy Teatr Hermitage w Sankt Petersburgu. Zespół regularnie można usłyszeć w Ö1, SWR2, BR-Klassik i Radio Klassik. Ich debiutancki album New Colours of the Past (ARS Produktion) otrzymał wiele pozytywnych recenzji.
Duet zdobył m.in. Grand Prix w 12. Fidelio Wettbewerb w Wiedniu (2013), III miejsce w M-Prize Chamber Music Competition (2018) oraz tytuł „HFP Artist of the Year”.